# جمهورية بنطس

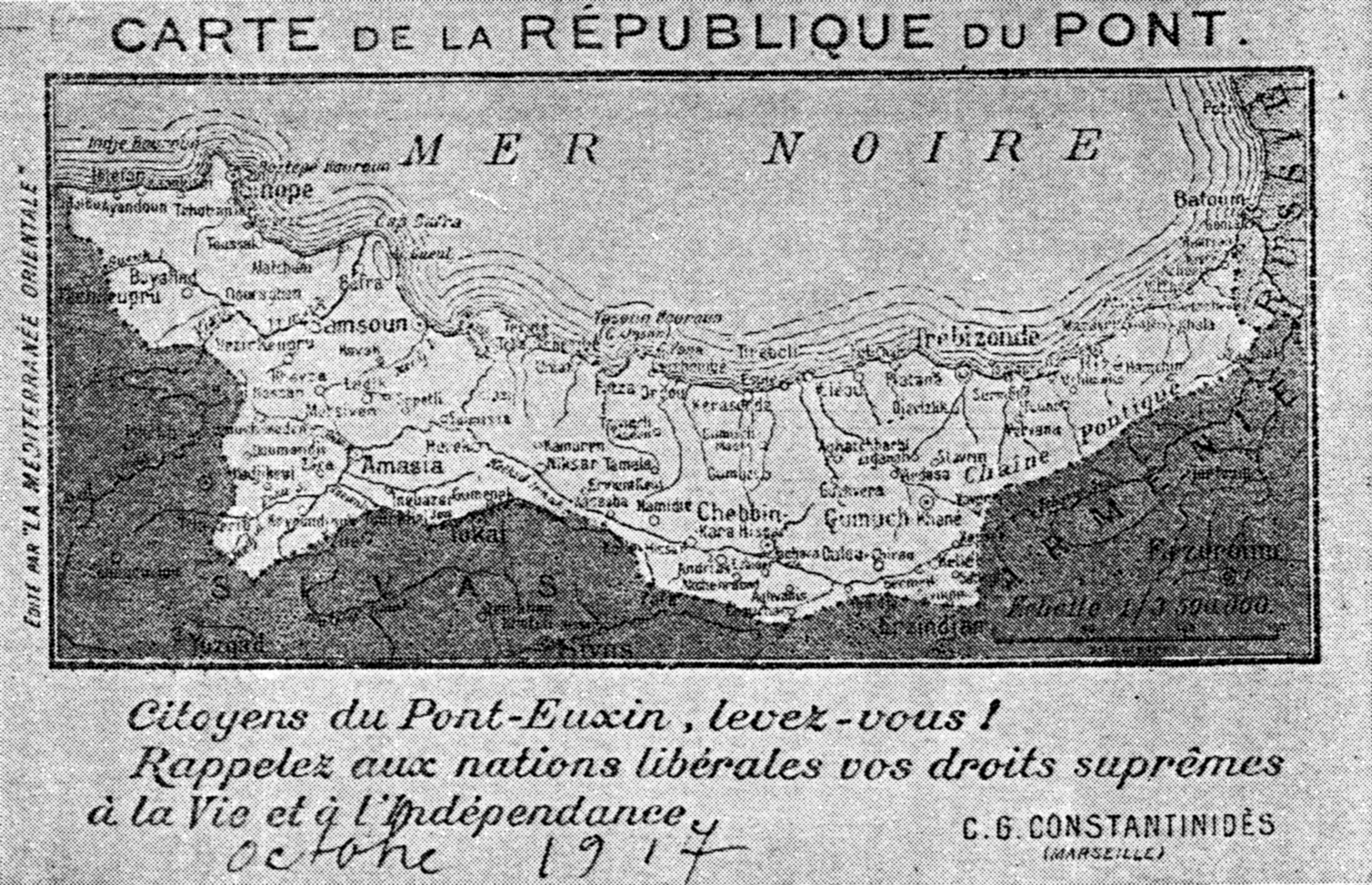
المنطقة المطلوبة بجمهورية بنطس بعد الحرب العالمية الأولى، بناءً على مدى أساقفة الكنيسة اليونانية الأرثوذكسية المحلية الستة.

جمهورية بنطس (باليونانية: Δημοκρατία του Πόντου) كانت دولة بنطية يونانية مقترحة على الساحل الجنوبي للبحر الأسود. لقد كانت أراضيها تشمل جزءً كبيرًا من بنطس التاريخية وتشكل اليوم جزءً من منطقة البحر الأسود في تركيا. تمت مناقشة الدولة المقترحة في مؤتمر باريس للسلام في عام 1919، لكن الحكومة اليونانية برئاسة إلفثيريوس فينيزيلوس كانت تخشى من الموقف غير المستقر لهذه الدولة، وبالتالي تم تضمينها بدلًا من ذلك في دولة أرمينيا الويلسونية الكبرى. وفي النهاية، لم تظهر أي من الدولتين وطُرد السكان اليونانيون البنطيون من تركيا بعد عام 1922 وأعيد توطينهم في الاتحاد السوفيتي أو في مقدونيا اليونانية. تم الاعتراف بهذا الوضع لاحقًا كجزء من التبادل السكاني بين اليونان وتركيا في عام 1923. يُنظر في الأوساط السياسية اليمينية الحديثة إلى التبادل على أنه لا ينفصم عن الإبادة الجماعية اليونانية المعاصرة.

أحد الأعلام المقترحة لجمهورية بنطس.

## التاريخ
تم إنشاء المستعمرات اليونانية على ساحل بنطس في عام 800 قبل الميلاد، وبحلول غزوات الإسكندر الأكبر، كان السكان المحليون بالفعل من الهيلينيين. بحلول القرن الرابع الميلادي، أصبحت اللغة اليونانية هي اللغة الوحيدة المنطوقة في المنطقة وظلت كذلك لمدة ألف عام، أولًا تحت ظل الإمبراطورية البيزنطية ثم إمبراطورية طرابزون، الدولة الخلف للإمبراطورية البيزنطية. في عام 1461 غزت الدولة العثمانية بنطس، لكن المنطقة الجبلية النائية ظلت في الغالب تتحدث اليونانية لعدة قرون.

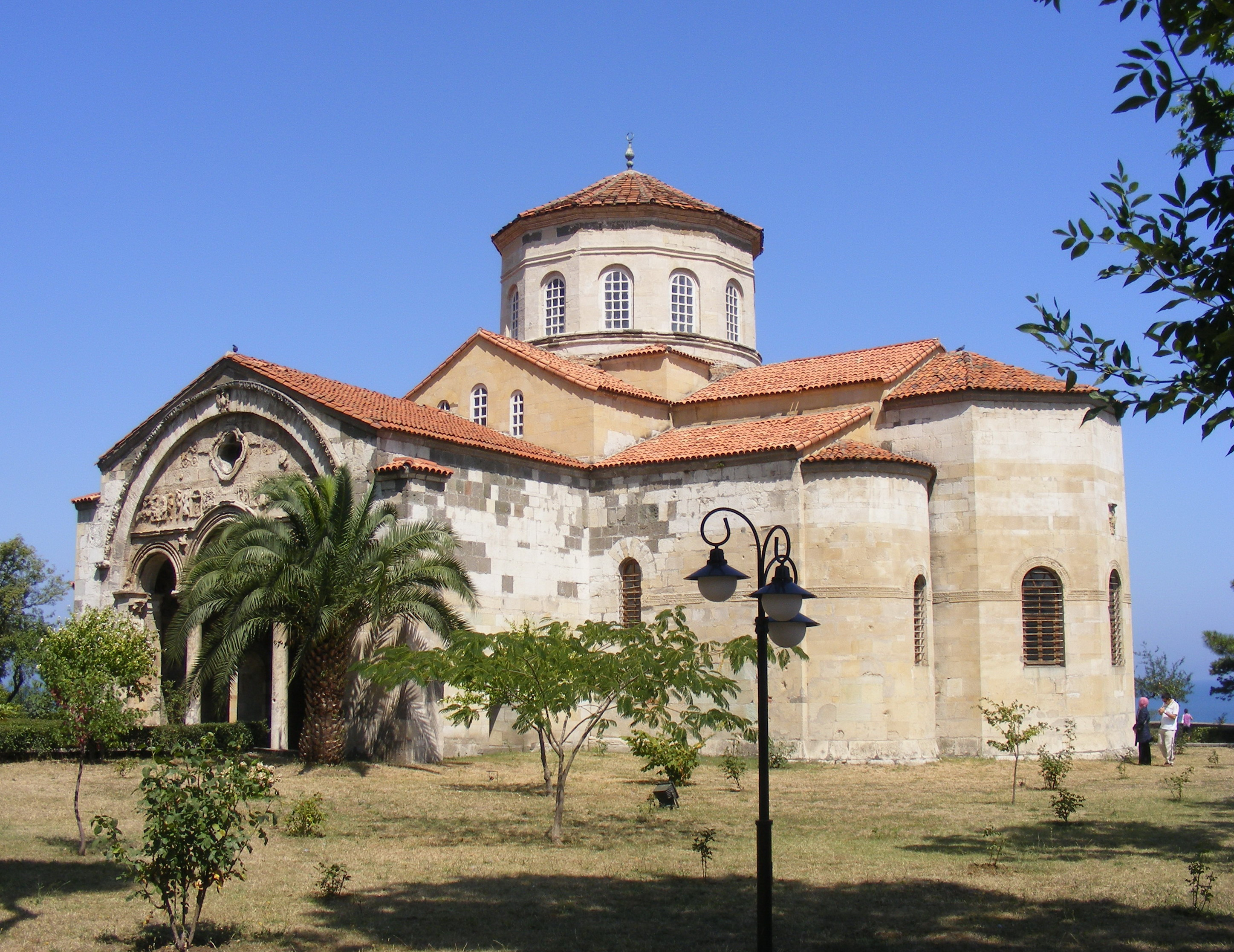
آيا صوفيا في طرابزون

في أوائل ثلاثينيات القرن التاسع عشر، حصلت الدولة اليونانية الحديثة على استقلالها، ولكن مع مساحة أقل مما تملكه اليوم. قدم القوميون اليونانيون مطالبات أخرى على الأراضي التي يسكنها اليونانيون في أماكن أخرى. كان البنطيون اليونانيون بعيدون عن الدولة اليونانية الجديدة وكانوا قليلي الصلات بها، لذا فإن الانضمام إلى اليونان الجديدة لم يُنظر إليه أبدًا. في ذلك الوقت، هاجر العديد من اليونانيين البنطيون إلى الدول الأرثوذكسية الأوثق في روسيا وجورجيا.
في عام 1904، تأسست جمعية سرية، وهي جمعية بنطس، في مرزيفون وكان هدفها الرئيسي هو تحقيق جمهورية بنطس المستقلة. اكتسبت الحركة دعمًا كبيرًا، وخلال العشرينيات والثلاثينيات من القرن العشرين، أصبح مطران طرابزون كريسانثوس فيليبس، الذي سيصبح فيما بعد رئيس أساقفة أثينا، قائدًا رئيسيًا في المطالبة بجمهورية بنطس المستقلة. أصبحت الجمعيات الدولية لليونانيين البنطيون مرتبطة بجمعية بنطس في مرزيفون وبدأت جهود ضغط كبيرة للدفع من أجل إقامة دولة بنطية يونانية مستقلة: على الأخص في روسيا والولايات المتحدة. خلال هذه الفترة، أصبح ليونيداس إيسونيديس قائدًا رئيسيًا في الحركة من أجل تأسيس جمهورية بنطس.
في عام 1916، وخلال الحرب العالمية الأولى، سقطت طرابزون في أيدي قوات الإمبراطورية الروسية، مما أثار فكرة إنشاء دولة بنطية مستقلة. عندما وصل البلاشفة إلى السلطة مع ثورة أكتوبر (7 نوفمبر 1917)، انسحبت القوات الروسية من المنطقة للمشاركة في الحرب الأهلية الروسية (1917-1923).
لقد عانى اليونانيين في طرابزون مثلهم مثل الأرمن والآشوريين واليونانيين العثمانيين الآخرين، من الإبادة الجماعية في بداية القرن العشرين. تمت الإبادة الأولى من قبل تركيا الفتاة والتالية من قبل القوات الكمالية. في كلتا الحالتين، كان الدافع هو خوف الأتراك من فقدان الإقليم عاجلًا أم آجلًا للسكان الأصليين من اليونانيين والآشوريين والأرمن وسياسة التتريك. لقد أسفرت مسيرات الموت عبر التضاريس الجبلية في تركيا، والسخرة في «أميل تابورو» سيئة السمعة في الأناضول، والذبح على أيدي العصابات غير النظامية التابعة لطوبال عثمان عن مقتل 350 ألف من اليونانيين البنطيون خلال الفترة من 1915 إلى 1922. ومع ذلك، لم يتم استهداف السكان اليونانيين في المدينة نفسها مباشرة، حيث رفضت السلطات المحلية تزويد القاتل الجماعي توبال بالأسلحة، وأجبر الأتراك المحليون فرقته على الخروج من المدينة. احتج المسلمون المحليون في المدينة على اعتقال مسيحيين بارزين.
ذهب اليونانيين البنطيون الذين فروا من مسيرات الموت إلى الجبال مع النساء والأطفال، وشكلوا مجموعات للدفاع عن النفس كانت تحمي السكان اليونانيين والأرمن، حتى تم تبادل اتفاق السكان في عام 1923. يُعتقد أن مجموعات الدفاع عن النفس قد أنقذت حياة أكثر من 60 ألفًا من أبناء اليونانيين البنطيون والأرمن.
في الثامن من يناير 1918، أعلن الرئيس الأمريكي وودرو ويلسون عن نقاطه الأربعة عشر باتجاه أمر ما بعد الحرب. حددت النقطة الثانية عشرة أن الجنسيات غير التركية «التي تخضع الآن للحكم التركي يجب أن تضمن أمنًا لا شك فيه للحياة وفرصة مطلقة للتنمية الذاتية». أدى هذا الإعلان إلى نشاط كبير من جانب السكان غير الأتراك في جميع أنحاء الأناضول، بما في ذلك منطقة بنطس. في 1918-1919، بدأ رئيس الوزراء اليوناني إلفثيريوس فينيزيلوس عملية دفع مالي لإعادة توطين اليونانيين البطنيون الذين استقروا في روسيا خلال أعمال العنف قبل وأثناء الحرب العالمية الأولى.
بعد هدنة مودروس التي أنهت الحرب العالمية الأولى بين قوات الحلفاء والدولة العثمانية، هبطت القوات البريطانية في سامسون واحتلت جزءً كبيرًا من المنطقة.
في الوقت نفسه تقريبًا، ومع بدء المفاوضات في مؤتمر باريس للسلام عام 1919 للبت في القضايا الإقليمية في الدولة العثمانية، وصل كريسانثوس إلى مفاوضات للدفع من أجل بنطس مستقلة في 29 أبريل 1919 حيث قدم مذكرة دعم من 18 صفحة لإنشاء جمهورية بنطس. كانت جمهورية بنطس المقترحة ستشمل مناطق طرابزون، وسامسون، وسينوب، وأماسية وتغطي معظم منطقة شمال شرق البحر الأسود بتركيا الحديثة.
في المؤتمر، اعتقد فينيزيلوس أن جمهورية بنطس المستقلة ستكون بعيدة جدًا عن المساعدة العسكرية من اليونان وأضعف من أن تدافع عن نفسها ضد أي هجوم تركي. لهذا السبب عارض إنشاء جمهورية بنطس وانتهت المناقشة إلى حد كبير. في وقت لاحق، اقترح أن تصبح مقاطعة طرابزون جزءً من الدولة الأرمنية المنشأة حديثًا من قِبل فينيزيلوس، لكن هذه الفكرة لم تكسب زخمًا مع قوات الحلفاء، وبسبب العنف في المنطقة نتيجة للحرب التركية الأرمنية وحرب الاستقلال التركية، ولأن استيلاء البلاشفة على أرمينيا أنهى النقاش. في مايو 1919، كتب رئيس الصليب الأحمر اليوناني لمنطقة بنطس تقريرًا يشير إلى أن أمن للسكان كان محفوفًا بالمخاطر للغاية وكانت المساعدة ضرورية.
في عام 1921 تم ترحيل جزءٍ كبير من الذكور المسيحيين الأرثوذكس في بنطس وإرسالهم إلى كتائب العمل في أرضروم. خلال هذا الوقت، حكمت «محكمة استقلال تركية مخصصة» في أماسية، والتي كان يسيطر عليها القوميون الأتراك التابعون لمصطفى كمال (لاحقًا أتاتورك)، على العديد من الشخصيات البارزة بالإعدام شنقا. وكان من بينهم العضو السابق في البرلمان العثماني، ماتيوس كوفيديس. لقد تم اتهامهم بدعم حركة استقلال بنطس.

## التركيبة السكانية

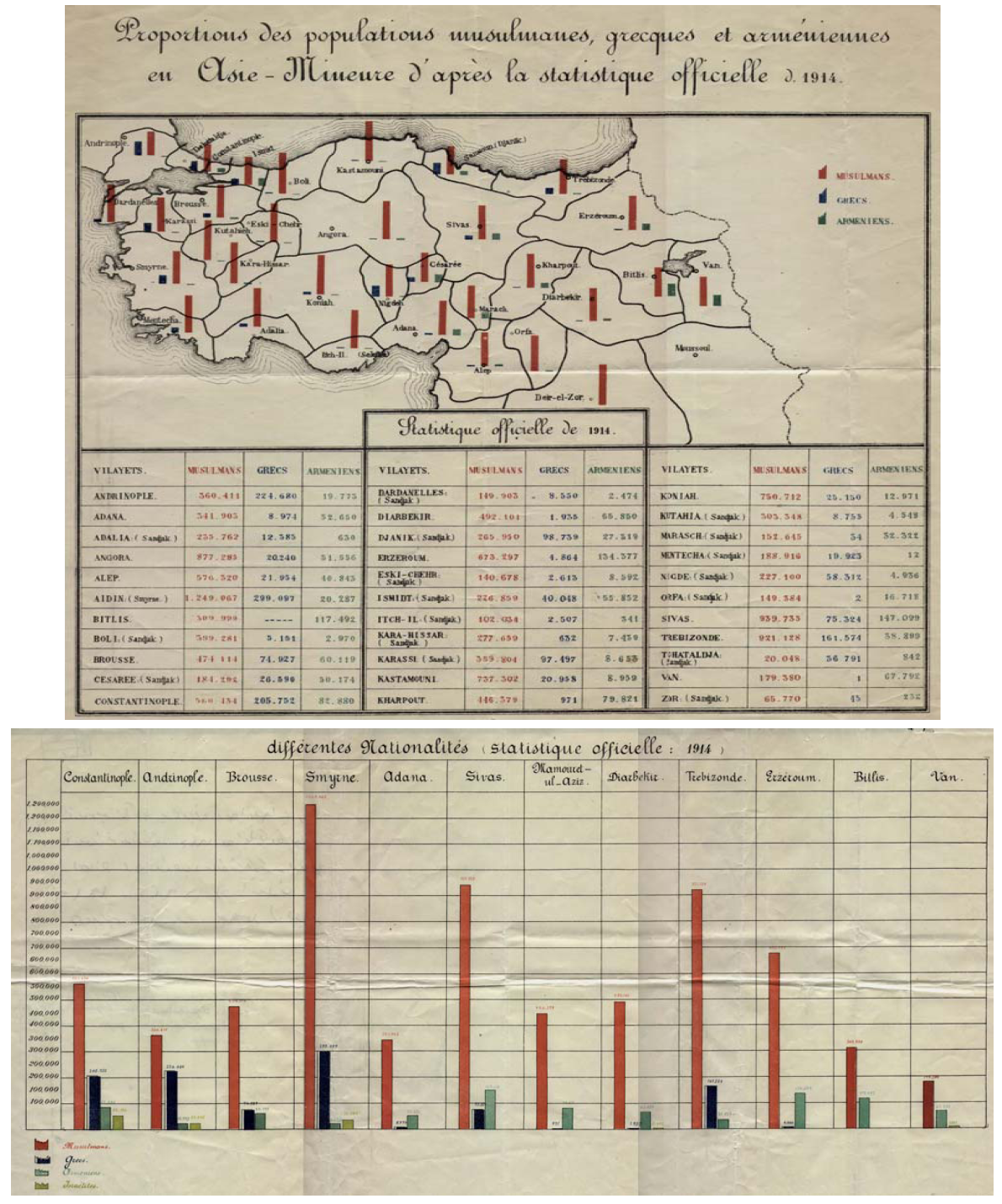
نسبة الجنسيات في ولايات آسيا الصغرى العثمانية حسب التعداد العثماني لعام 1914.

سجل تقرير إحصائي عثماني في عام 1914 أن عدد السكان اليونانيين (باستثناء المسلمين اليونانيين) لا يزيد عن 350 ألف، أي حوالي 17% من السكان. مع عدم وجود إحصائيات دقيقة عن السكان اليونانيين في الدولة العثمانية، وكذلك اعتبار الأرقام التي جمعتها السلطات العثمانية غير موثوقة، لا سيما بالنسبة لليونانيين العثمانيين الذين كانوا يتجنبون التسجيل لدى السلطات الإسلامية لتجنب الخدمة العسكرية وتقليل الضرائب المفروضة عليهم. وفقًا لإحصاءات بطريركية القسطنطينية المسكونية، كان عدد السكان اليونانيين في بونتوس قبل الحرب العالمية الأولى 650 ألفًا. وبالمثل، كتب تقرير رسمي صادر عن وزارة الخارجية اليونانية في ذلك الوقت أن عدد السكان اليونانيين كان 700 ألف قبل الحرب العالمية الأولى؛ وهو رقم تم الاعتراف به رسميًا من قبل حكومة كامل باشا العثمانية في عام 1912، عندما تم تحديد عدد المقاعد البرلمانية لليونانيين في بنطس، بعد التوصل إلى اتفاق مع البطريركية، بـ7 (أو 1 نائب يوناني لكل 100 ألف نسمة). نشر سيرجي رودولفوفيتش مينسلوف دراسة استقصائية في عام 1916، تفيد بأن مناطق بلاتانا وطرابزون كان فيها ما نسبته 32.4% من اليونانيين. وفي مذكرة تم توقيعها في فبراير 1919، وقدمت إلى مؤتمر باريس للسلام، ذكر وفد يوناني محلي يدعو إلى تقرير مصير بنطس، أن عدد السكان اليونانيين قبل الإبادة الجماعية في بونتوس كان 700 ألف، دون احتساب 350 ألفًا إضافيًا فروا من اضطهاد الأتراك قبل عدة سنوات؛ لقد كان لدى البنطس أيضًا أقليات من الأتراك والشركس والأرمن والتتار والتركمان.

## العواقب
تمت إعادة توطين جزء كبير من الجالية اليونانية البنطية أثناء القتال وبعد معاهدة لوزان في عام 1923، كجزء من التبادل السكاني اليوناني والتركي. تشير السجلات إلى أن 182,169 يونانيًا بنطيًا نزحوا كجزء من التبادل السكاني. غادر العديد من اليونانيين البنطيون إلى الاتحاد السوفيتي، الذي كان موقعًا لهجرات اليونانيين البنطيون السابقة، وبالتالي كانت لهم صلات عائلية. هاجر معظم الباقين إلى اليونان حيث مُنحوا حقوق المواطنة الكاملة (يحصل اليونانيين البنطيون الذين يهاجرون من روسيا اليوم على امتيازات مماثلة). في اليونان، أطلق على المهاجرين البنطيين اسم بوندي.